# Відовданська конституція

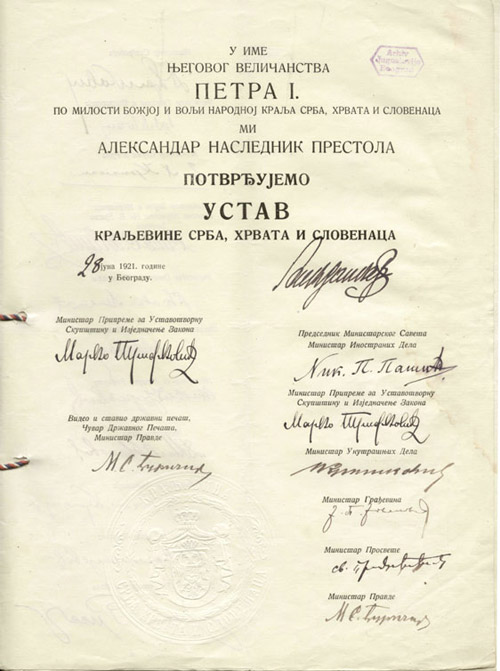
Відовданська конституція

Відовданська конституція — перша конституція Королівства Сербів, Хорватів і Словенців (Югославії). Була ухвалена Конституційними зборами 28 червня 1921 попри бойкот голосування опозицією. Конституція була названа на честь сербського релігійного свята Відовдан (буквально перекладається із сербської як «день Святовита»), що відзначається в цей день. Для прийняття конституції достатньо було простої більшості голосів. Усього проголосувало 419 учасників асамблеї — 223 віддали свої голоси «за», 35 — «проти», 161 — утримались.
Відовданська конституція діяла до впровадження королем Олександром I Карагеоргієвичем Диктатури 6 січня у 1929.

## Ухвалення
Процес прийняття Відовданської конституції виявив велику кількість політичних конфліктів у новій державі. Хоча плани щодо розробки й ухвалення конституції південнослов'янські країни мали й раніше (Корфська декларація), Відовданську конституцію врешті-решт ухвалили відносною більшістю голосів; голосування базувалося на національній основі.

### «За»
За конституцію віддали свої голоси наступні політичні формування:
- Югославська демократична партія
- Народна радикальна партія
- Югославська мусульманська організація
- Аграрна партія
- Джемієт

### «Проти»
Проти конституції проголосували:
- Югославська соціал-демократична партія
- Республіканська партія
- колишній міністр закордонних справ Югославії Анте Трумбич

### «Утрималися»
- Союз комуністів Югославії (залишив асамблею у червні)
- Хорватська селянська партія (бойкотувала асамблею після виборів 1920)
- Словенська народна партія (залишила асамблею у червні)
- Хорватська народна партія (залишила асамблею у червні)
- Хорватський союз (залишив асамблею у травні).

## Положення
Королівство Сербів, Хорватів і Словенців визначалося як конституційна парламентська спадкова монархія, офіційною мовою його є «сербсько-хорватсько-словенська». За адміністративним устроєм держава визначалася як унітарна. Проголошений конституцією принцип розподілу державної влади згодом був викривлений новими постановами, однак загалом парламентаризм у державі існував.
Законодавчу владу в державі здійснювали король та Національне зібрання. Король мав широкий діапазон повноважень — законодавчу ініціативу, санкції правової норми, розповсюдження законів; також він міг бути ініціатором чи давати згоду на зміну конституції. Також король мав право оголосити війну та укласти мир. Король мав широкі повноваження стосовно призначення суддів та припинення роботи парламенту. До того ж він мав основні повноваження голови держави.
Національне зібрання являло собою однопалатний законодавчий орган. Згідно з конституцією, громадяни мали політичні права — такі як право голосу, право на зібрання та право на укладення таємних угод. Право голосу мало вікові обмеження, жінки були позбавлені цього права. Щодо жінок, то конституція передбачала прийняття відповідних законів, які мали б вирішити проблему їхнього волевиявлення, однак це так і не було здійснено протягом усього існування королівства. Члени зібрання мали право законодавчої ініціативи, проведення «урядової години» та інтерпеляції. На парламентських зібраннях скасовувалася дія конституції та шляхом голосування ухвалювалася нова.
Рада міністрів була підзвітною як королю, так і Національному зібранню. Юридичну та кримінальну відповідальність на міністрів накладав Державний суд. Рада міністрів мала право видавати закони, правила імплементації законів, які мали юридичну силу в особливих випадках.
Суди були незалежними та поділялися на суди першої інстанції, апеляційні та касаційні; розташовані були в Загребі. Передбачалися також адміністративні суди.
У конституції була прописана значна кількість соціально-економічних прав, а також діяльність Економічної ради.
В адміністративно-територіальному значенні держава поділялася на райони та муніципалітети.
Відовданська конституція гарантувала також рівні права євреїв спеціальним законом, який надавав їм статус релігійної спільноти.

## Альтернативні версії

### Хорватська селянська партія
Хорватська селянська партія 1 квітня 1923 у Загребі ухвалила Конституцію нейтральної селянської республіки Хорватія.

### Хорватський союз
Хорватський союз запропонував організувати королівство як конфедерацію, яка б складалася з шести частин: Сербії, Хорватії, Чорногорії, Боснії та Герцеговини, Воєводини та Словенії.

## Наслідки
30 червня редакція журнала Народної радикальної партії Samouprava заявила: «Відовдан відновив імперію для нас». 21 липня міністр внутрішніх справ та член Народної радикальної партії Мілорад Драшкович загинув у Делниці внаслідок замаху з боку комуністів.
Хорватська селянська партія не визнала легітимності конституції. Після виборів 1925 Нікола Пашич запропонував партії увійти до урядової коаліції. Хорватська селянська партія в результаті таки визнала Відовданську конституцію. Визнав її також і ув'язнений голова партії Степан Радич.